# Believe Me (bài hát của Fort Minor)
"Believe Me" là đĩa đơn thứ 3 được ra mắt trong album đầu tay The Rising Tied của Fort Minor. Hai phiên bản của đĩa đơn đã được phát hành.

## Danh sách bài hát

### Phiên bản 1
1. "Believe Me"
2. "There They Go"
3. "Petrified" (Los Angeles remix)

### Phiên bản 2
1. "Believe Me"
2. "There They Go"

## Thứ hạng
| Chart                         | Peak position |
| ----------------------------- | ------------- |
| Australian ARIA Singles Chart | 43            |
| Austrian Singles Chart        | 47            |
| Dutch Singles Chart           | 58            |
| Finnish Singles Chart         | 5             |
| German Singles Chart          | 29            |